# Коріпп
Флавій Кресцоній Коріпп (VI ст.) - останній значний латиномовний поет періоду античності та один з перших поетів початку Візантійської імперії.

## Життєпис
Про життя та діяльність Коріппа мало відомостей. Народився він у провінції Африка, вже після краху Західної Римської імперії. Можливо у Карфагені. Отримав навчання, яке було характерно для пізньої Римської імперії. Писав латиною. Спочатку був граматиком та вчителем. Державну кар'єру розпочав за імператора Анастасія I. За імператора Юстиніана I Коріпп був імперським скарбничим, а потім камергером.
Коріпп брав участь у військовому поході проти королівства Вандалів. що у подальшому описав у своїй поемі. Закінчив Коріпп свою державну кар'єру за імператорів Юстина II або Тиберія II Костянтина.

## Творчість
Відомо лише два твори Коріппа. В першому — "Іоанісі" Коріпп описує успіхи візантійського військовика Іоанна Трогліта у 546 році в Африці під час походу проти вандалів.
У другому — "Схвальному слові молодому Юстину" —  подається панегірик імператорові Анастасію I, в другому — Юстиніанові I, в останніх славиться Юстин II, як майбутній відновлювач слави Римської імперії.
Наслідував традиціян Вергілія та Клавдіана. Якість його віршів не була високою. Відрізняється гарною латиною та добрим гекзаметром.